# Franco Gallo
Franco Gallo (Roma, 23 aprile 1937) è un giurista italiano, trentaseiesimo presidente della Corte costituzionale della Repubblica Italiana dal 29 gennaio al 16 settembre 2013, dopo esserne stato vicepresidente dal 6 dicembre 2011.

## Biografia
Nato a Roma da genitori originari di Floridia (Sicilia), dopo essersi Laureato in Giurisprudenza presso l'Università di Roma La Sapienza è stato docente di Diritto Tributario presso la Facoltà di Giurisprudenza dell'Università LUISS e dell'Università di Roma Tor Vergata e ha insegnato anche nella Facoltà di Scienze Politiche dell'Università Federico II  di Napoli.
Ha ricoperto il ruolo di Ministro delle finanze nel Governo Ciampi. Era uno dei quattro ministri "tecnici" (non provenienti dai partiti) di quell'esecutivo. L'iniziativa per cui è ricordato il suo incarico da ministro, principalmente, fu la forte semplificazione dei moduli della dichiarazione dei redditi. Durante il suo ministero furono introdotti anche per la prima volta gli studi di settore, ovvero quegli strumenti con cui il fisco “stima” i redditi di liberi professionisti e lavoratori autonomi. È considerato uno dei massimi esperti italiani in materia fiscale.
È membro della Fondazione Italia USA e dell'Accademia dei Lincei.
È stato nominato giudice costituzionale dal Presidente della Repubblica Carlo Azeglio Ciampi il 14 settembre 2004 e ha giurato il 16 settembre 2004.
Il 6 dicembre 2011 è stato nominato vicepresidente della Corte costituzionale dal presidente Alfonso Quaranta.
Il 29 gennaio 2013 è stato eletto Presidente della Corte costituzionale della Repubblica italiana subentrando ad Alfonso Quaranta.
All'epoca della sua nomina ci fu una piccola polemica in seguito alla stessa, perché alcuni esponenti politici, giornalisti e giuristi sottolinearono che ancora una volta si era scelto un presidente che sarebbe rimasto in carica solo pochi mesi prima della scadenza del mandato (nel caso di Gallo, nel settembre 2013).
Nella conferenza straordinaria sull'attività 2012 della Consulta, nell'aprile 2013, il presidente Gallo ha sollecitato il Parlamento a riconoscere i diritti delle coppie omosessuali. 
Conclude il suo mandato nel settembre 2013.
Il 16 febbraio 2014 è nominato presidente dell'Istituto dell'Enciclopedia Italiana.